# Istituto Oncologico Veneto
L'Istituto Oncologico Veneto è una struttura ospedaliera situata a Padova che svolge attività di prevenzione e cura dei tumori, nonché di ricerca scientifica, facendo parte della rete IRCCS.

## Storia e struttura
L'edificio originale nacque come centro specializzato nel trattamento medico e chirurgico della tubercolosi polmonare, fu inaugurato dal sottosegretario ai lavori pubblici Giuseppe Cobolli Gigli nel 1935, e intitolato a Vittorio Emanuele III.
Istituito con la legge regionale n. 26 del 22 dicembre 2005, lo IOV si trova nella struttura dell'ex Ospedale Busonera. L’ospedale è intitolato al dott. Flavio Busonera, medico e partigiano nato a Oristano nel 1894 e impiccato per rappresaglia il 17 agosto del 1944 in via Santa Lucia, nel centro di Padova assieme a Clemente Lampioni ed Ettore Calderoni. L'attività professionale di Flavio Busonera si svolse prevalentemente a Cavarzere, nel Veneziano e non lavorò mai nel nosocomio a lui intitolato ma nel 1959 il Presidente della Repubblica Giovanni Gronchi conferì in suo onore la medaglia d’argento alla memoria al valor militare e una targa a ricordo del medico partigiano è stata posta nel 2013 all’ingresso dell’ospedale a lui dedicato.
È ritenuto, insieme ad altri centri oncologici regionali italiani, un importante punto di riferimento a livello nazionale per la cura dei tumori.
Nell'ottobre del 2017 è stata inaugurata una sede distaccata presso l'ospedale di Castelfranco Veneto, con più di 300 posti letto e vari reparti ed ambulatori legati alle varie specialità oncologiche.

## Ambiti di ricerca
Lo IOV ha contribuito a vari progetti di ricerca, tra cui lo studio prospettico internazionale "Correlate" sull'utilizzo del regorafenib in pazienti con carcinoma metastatico del colon-retto.
L'istituto ha inoltre coordinato lo studio nazionale PER-ELISA sull'utilizzo del letrozolo e successivamente della combinazione pertuzumab-trastuzumab come terapia neoadiuvante nei tumori mammari HER2-positivi. Tale studio ha evidenziato una migliore risposta alla terapia da parte del sottotipo HER2-E rispetto agli altri.
La trasmissione televisiva Superquark nel 2016 ha dedicato allo IOV un servizio di approfondimento.